# HMS Queen Elizabeth (R08)
HMS Queen Elizabeth (R08) är det första av brittiska Royal Navys två nya hangarfartyg av Queen Elizabeth-klass. Fartyget togs i bruk den 7 december 2017 och är från 27 januari 2021 flaggskepp för den brittiska flottan.
Queen Elizabeth och hennes systerfartyg, Prince of Wales, är de största krigsfartygen som någonsin byggts för Royal Navy. De är avsedda för olika ändamål som kan anpassas för att agera i flera olika roller. Hon kommer att kunna ta 40 flygplan som F-35 Lightning II, Chinook eller Merlin-helikoptrar ombord och kommer att kunna ge en större kapacitetuppgradering från de äldre hangarfartygen i Invincible-klassen. Båda fartygen i klassen kommer att ha sin hemmahamn vid HMNB Portsmouth.

## Historik
I maj 2021 begav sig HMS Queen Elizabeth tillsammans med en större fartygsgrupp ut på en lång tjänstgöring till havs på 23 veckor. På resan ska man utföra övningar med flera andra länder bl.a i Medelhavet och i Kinesiska havet. Anledningen till resan tros vara Kinas växande militära närvaro i just det området.

## Bilder

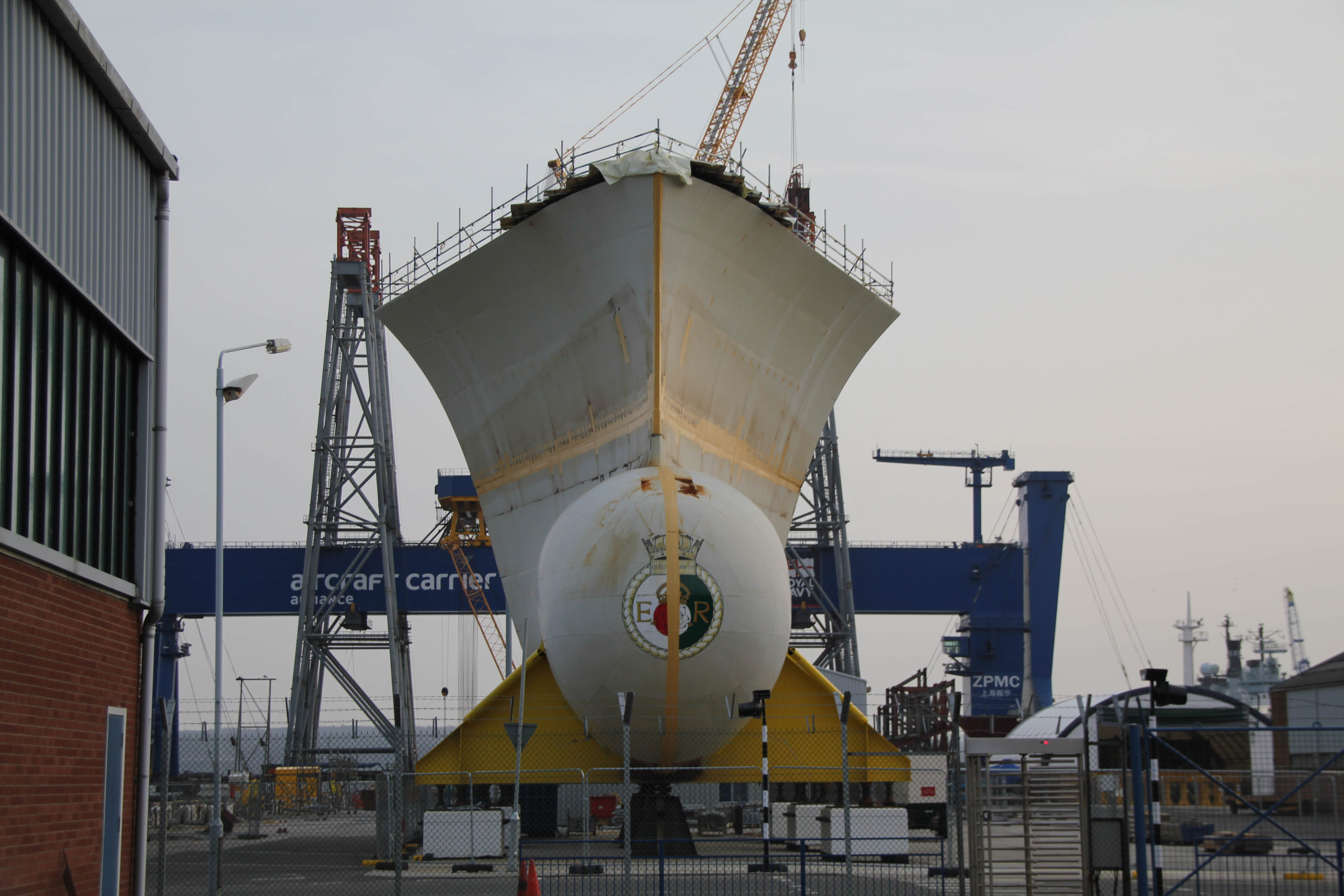
Första delen av HMS Queen Elizabeth vid Rosyth.
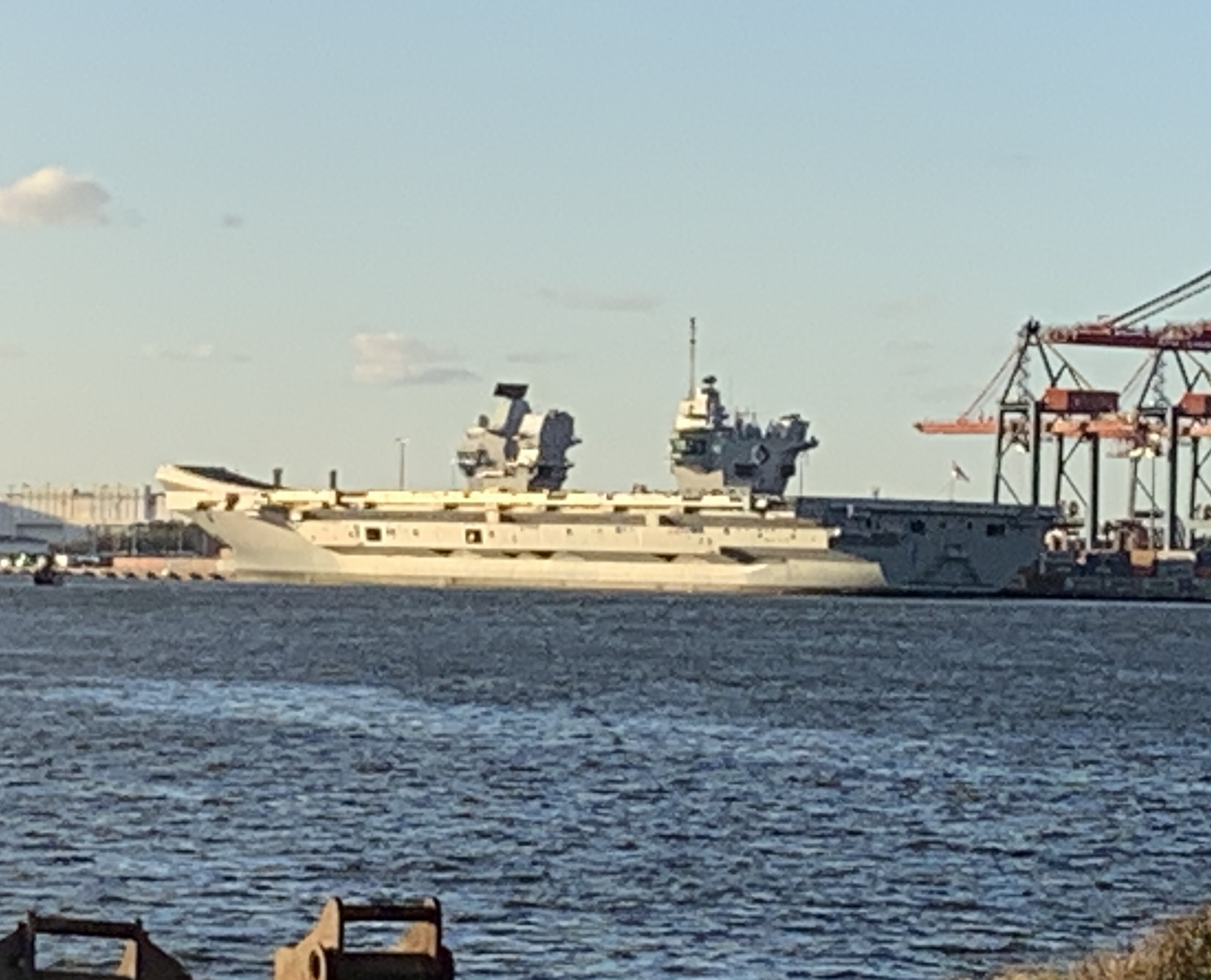
HMS Queen Elizabeth på besök i Göteborgs hamn den 15 oktober 2023.